# Verbandsgemeinde Dierdorf
Die Verbandsgemeinde Dierdorf ist eine Gebietskörperschaft im Landkreis Neuwied in Rheinland-Pfalz. Der Verbandsgemeinde gehören die Stadt Dierdorf sowie fünf weitere Ortsgemeinden an.

## Verbandsangehörige Gemeinden
| Ortsgemeinde, Stadt       | Fläche (km²) | Einwohner |
| ------------------------- | ------------ | --------- |
| Dierdorf, Stadt           | 31,90        | 6.026     |
| Großmaischeid             | 15,52        | 2.331     |
| Isenburg                  | 4,17         | 603       |
| Kleinmaischeid            | 6,99         | 1.309     |
| Marienhausen              | 4,84         | 471       |
| Stebach                   | 2,38         | 356       |
| Verbandsgemeinde Dierdorf | 65,82        | 11.096    |

(Einwohner am 31. Dezember 2023)
- Zur Stadt Dierdorf gehören auch die Stadtteile Brückrachdorf, Elgert, Giershofen, Wienau.
- Zur Ortsgemeinde Großmaischeid gehört auch der Ortsteil Kausen.

## Bevölkerungsentwicklung
Die Entwicklung der Einwohnerzahl bezogen auf das heutige Gebiet der Verbandsgemeinde Dierdorf; die Werte von 1871 bis 1987 beruhen auf Volkszählungen:
| Jahr | Einwohner |
| ---- | --------- |
| 1815 | 3.596     |
| 1835 | 4.768     |
| 1871 | 4.941     |
| 1905 | 4.810     |
| 1939 | 5.473     |
| 1950 | 6.096     |
| 1961 | 6.506     |

| Jahr | Einwohner |
| ---- | --------- |
| 1970 | 7.740     |
| 1987 | 8.233     |
| 1997 | 10.793    |
| 2005 | 11.288    |
| 2011 | 10.965    |
| 2017 | 10.822    |
| 2022 | 11.092    |

## Politik

### Verbandsgemeinderat
Der Verbandsgemeinderat besteht aus 28 ehrenamtlichen Ratsmitgliedern, die bei der Kommunalwahl am 9. Juni 2024 in einer personalisierten Verhältniswahl gewählt wurden, und dem hauptamtlichen Bürgermeister als Vorsitzendem. Die Konstituierung des aktuellen Verbandsgemeinderates fand am 11. Juli 2024 statt. Die Sitzverteilungen im Verbandsgemeinderat Dierdorf in den verschiedenen Wahlperioden:
| Wahl | SPD | CDU | Grüne | FDP | FWG | UWG | Gesamt   |
| ---- | --- | --- | ----- | --- | --- | --- | -------- |
| 2024 | 7   | 12  | 2     | 3   | 4   | –   | 28 Sitze |
| 2019 | 8   | 11  | 3     | 3   | 3   | –   | 28 Sitze |
| 2014 | 11  | 12  | –     | 2   | 3   | –   | 28 Sitze |
| 2009 | 12  | 11  | –     | 3   | 2   | –   | 28 Sitze |
| 2004 | 10  | 12  | –     | 2   | 3   | 1   | 28 Sitze |

- FWG = Erste Freie Wählergruppe Verbandsgemeinde und Stadt Dierdorf mit den Stadtteilen e. V.
- UWG = Unabhängige Wählergruppe Dierdorf e. V.

### Bürgermeister
Manuel Seiler (parteilos) wurde am 1. April 2022 Bürgermeister der Verbandsgemeinde Dierdorf. Bei der Direktwahl am 16. Januar 2022 setzte er sich mit einem Stimmenanteil von 56,2 % gegen seine Gegenkandidaten Hans-Dieter Spohr (CDU; 22,6 %) und Johannes Hörter (SPD, 21,2 %) durch.
Bürgermeister des Amtes Dierdorf (bis 1968) und der Verbandsgemeinde Dierdorf (seit 1968):
- Walter Hachenberg (FDP) 1945–1959
- Ernst Jung (SPD) 1960–1978
- Hans-Peter Görg (CDU) 1978–1986
- Bernd Benner (SPD) 1986–2012
- Horst Rasbach (SPD) 2012–2022[6][7]
- Manuel Seiler (parteilos) seit 2022

### Wappen
| Wappen von Verbandsgemeinde Dierdorf | Blasonierung: „Grün bordiert und gespalten; vorn in Silber zwei rote Pfähle mit blauem Obereck; hinten in Silber zwei schwarze Balken.“ |
| Wappen von Verbandsgemeinde Dierdorf | Wappenbegründung: Das Wappen von Wied-Runkel - Pfähle und Obereck deutet auf die frühere Zugehörigkeit des nördlichen Verbandsgemeindebereichs mit Dierdorf zur oberen Grafschaft Wied (Wied-Runkel) seit dem 14. Jahrhundert bis 1806. Das isenburgische Balkenwappen verweist auf die frühere Zugehörigkeit des südlichen Verbandsgemeindebereichs mit Isenburg und Maischeid zur Grafschaft Nieder-Isenburg bis 1664. Der grüne Bord soll die wald- und wiesenreiche Landschaft der Verbandsgemeinde symbolisieren. Das Wappen ist rechtsgültig seit dem 27. Juli 1961, Entwurf von Joseph Decku. |

### Kommunalpartnerschaft
Die Verbandsgemeinde Dierdorf pflegt seit 1997 eine Kommunalpartnerschaft mit der Stadt Krotoszyn (Polen). Die seit vielen Jahren bestehende enge Beziehung zwischen dem Martin-Butzer-Gymnasium, Dierdorf, und dem Lyzeum, Krotoszyn, diente als Anstoß für diese Partnerschaft.

## Verkehr
Die Verbandsgemeinde liegt im Verkehrsverbund Rhein-Mosel. Sie wird wochentags von einigen Buslinien erschlossen; die wichtigsten sind die Linie 103 nach Neuwied (Alteck-Express) und die Linie 104 nach Puderbach.
Dierdorf liegt an der Unterwesterwaldbahn, die jedoch auf diesem Abschnitt nur noch im Güterverkehr genutzt wird; der Bahnhof Dierdorf (Bz Koblenz) wird nicht mehr bedient. Erst ab Siershahn, 13 Kilometer südöstlich von Dierdorf gelegen, fahren noch Regionalzüge nach Montabaur (ICE-Bahnhof) und Limburg an der Lahn. Weitere Personenbahnhöfe in der Umgebung sind Hachenburg an der Oberwesterwaldbahn (19 Kilometer nordöstlich) und Engers an der rechten Rheinstrecke (21 Kilometer südwestlich).
Durch das Gebiet der Verbandsgemeinde verläuft von Nordwesten nach Südosten die Schnellfahrstrecke Köln–Rhein/Main, jedoch halten die Züge dort nicht. Parallel zu ihr verläuft die Bundesautobahn 3 mit der Anschlussstelle Dierdorf. Von Nordosten nach Südwesten verläuft die Bundesstraße 413 durch Marienhausen, Dierdorf, Kleinmaischeid und Isenburg.